# Bianca-Eugenia Gavrilă
Bianca-Eugenia Gavrilă (n.  ?) este un deputat român, ales în 2024 din partea POT. 